# Petite loi en France
En France, la petite loi désigne un état transitoire d'une loi durant son élaboration :
- à l'Assemblée nationale française, il s'agit d'un texte provisoire, adopté ou non ;
- au Sénat français, la petite loi est le document élaboré au cours de la séance publique, qui montre les modifications apportées par le Sénat au texte dont il était saisi ; ce document est disponible peu après son élaboration ; il est ensuite remplacé par le texte revu et adopté ;
- au Conseil constitutionnel français, la petite loi est le texte adopté définitivement par le Parlement, et qui fait l'objet d'une saisine : ce texte doit encore faire l'objet d'un contrôle de constitutionnalité par le Conseil et il peut encore connaître des censures.

En fait, selon que l'on se place au niveau des fonctionnaires parlementaires ou des collaborateurs du Conseil constitutionnel, la petite loi peut être deux choses différentes. Pour les parlementaires, une petite loi est l'état de la loi en cours de discussion. Pour les puristes, c’est même son premier état, et uniquement celui-là, les autres étant des TA (textes adoptés), et le dernier état le TD (texte définitif). Leur particularité est de connaître un état de torchon avant d’être scrupuleusement composé par les services de reproduction des assemblées. En effet, le service de la séance porte des corrections manuscrites en direct pendant la séance sur le document en cours de discussion, et, finalement, c’est effectivement un véritable torchon couvert de graffitis qui peut sortir des débats. Mais ce document est riche d'enseignements.
En effet, les indications marginales qu'il comporte sont très importantes pour la compréhension du processus parlementaire, et font de ce document le support essentiel au contrôle éventuel du Conseil constitutionnel. Ainsi, lors d'une saisine, c'est le texte dans son dernier état qui est transmis au Conseil constitutionnel, ce que les parlementaires appelleraient alors le TD (texte définitif), mais que les collaborateurs du Conseil appellent petite loi.
Ce format présente l'inconvénient apparent de présenter le texte avec sa numérotation provisoire, et d'être souvent couvert de corrections typographiques et d'indications d'imprimerie. La renumérotation est fastidieuse, notamment pour les longs textes, mais elle est nécessaire (et souvent déjà proposée par les services de la séance des assemblées), car c'est évidemment elle qui est utilisée dans la décision du Conseil. Mais le fait de disposer de la numérotation provisoire, et des indications d'introduction des différents ajouts ou modifications du textes (AN1, S1, AN2, CMP...) est très précieux pour le contrôle du Conseil et la compréhension des travaux préparatoires.